# Badarwās
Badarwās är en ort i Indien.   Den ligger i distriktet Shivpurī och delstaten Madhya Pradesh, i den centrala delen av landet, 400 km söder om huvudstaden New Delhi. Badarwās ligger 460 meter över havet och antalet invånare är 11 133.
Terrängen runt Badarwās är platt. Runt Badarwās är det ganska tätbefolkat, med 134 invånare per kvadratkilometer. Badarwās är det största samhället i trakten. Trakten runt Badarwās består till största delen av jordbruksmark.